# Atergia villosa
Atergia villosa är en svampdjursart som först beskrevs av Michelle Kelly-Borges och Patricia R. Bergquist 1997.  Atergia villosa ingår i släktet Atergia och familjen Polymastiidae. Inga underarter finns listade i Catalogue of Life.